# Sofia Elionor de Hessen-Darmstadt
Sofia Elionor de Hessen-Darmstadt (en alemany Sophie Eleonore von Hessen-Darmstadt) va néixer a Darmstadt (Alemanya) el 7 de gener de 1634 i va morir a Bingenheim el 7 d'octubre de 1663. Era una noble alemanya de la casa de Hessen, filla de Jordi II (1605-1661) i de Sofia Elionor de Saxònia (1609-1671).

## Matrimoni i fills
El 21 d'abril de 1650 es va casar a Darmstadt amb el seu cosí Guillem Cristòfol de Hessen-Homburg (1625-1681), fill de Frederic I (1585-1638) i de Margarida Elisabet de Leiningen-Westerburg (1604-1667). El matrimoni va tenir dotze fills, tot i que només tres van arribar a l'edat adulta. Sofia Elionor va morir en néixer el darrer fill:
- Frederic, nascut i mort el 1651.
- Cristina Guillemina (1653-1722, casada amb Frederic I de Mecklenburg-Schwerin (1638-1688).
- Leopold Jordi (1654-1675.
- Frederic, nascut mort el 1655.
- Frederic, nascut i mort el 1656.
- Carles Guillem, nascut i mort el 1658.
- Frederic, nascut i mort el 1659.
- Magdalena Sofia (1660-1720, casada amb Guillem Maurici de Solms-Braunfels (1651-1724).
- Frederic Guillem (1662-1663).